# 香简草
香简草（学名：Keiskea szechuanensis）为唇形科香简草属下的一个种。其种加词“szechuanensis”意为“四川的”。
现接受名为Collinsonia szechuanensis (C.Y.Wu) Harley, 2003。